# Patrick Doody
Patrick Doody (Naperville, 22 april 1992) is een Amerikaans professioneel voetballer die bij voorkeur als verdediger speelt. Voor aanvang van het seizoen in 2015 tekende hij een contract bij Chicago Fire.

## Clubcarrière
Op 22 december 2014 tekende Doody een homegrown contract bij Chicago Fire. Op 20 maart werd hij verhuurd aan USL–club Saint Louis FC. Een week later maakte hij tegen Louisville City FC zijn debuut voor Saint Louis. Op 12 juli 2015 maakte hij tegen Seattle Sounders zijn debuut voor Chicago Fire.